# Neljä Ruusua

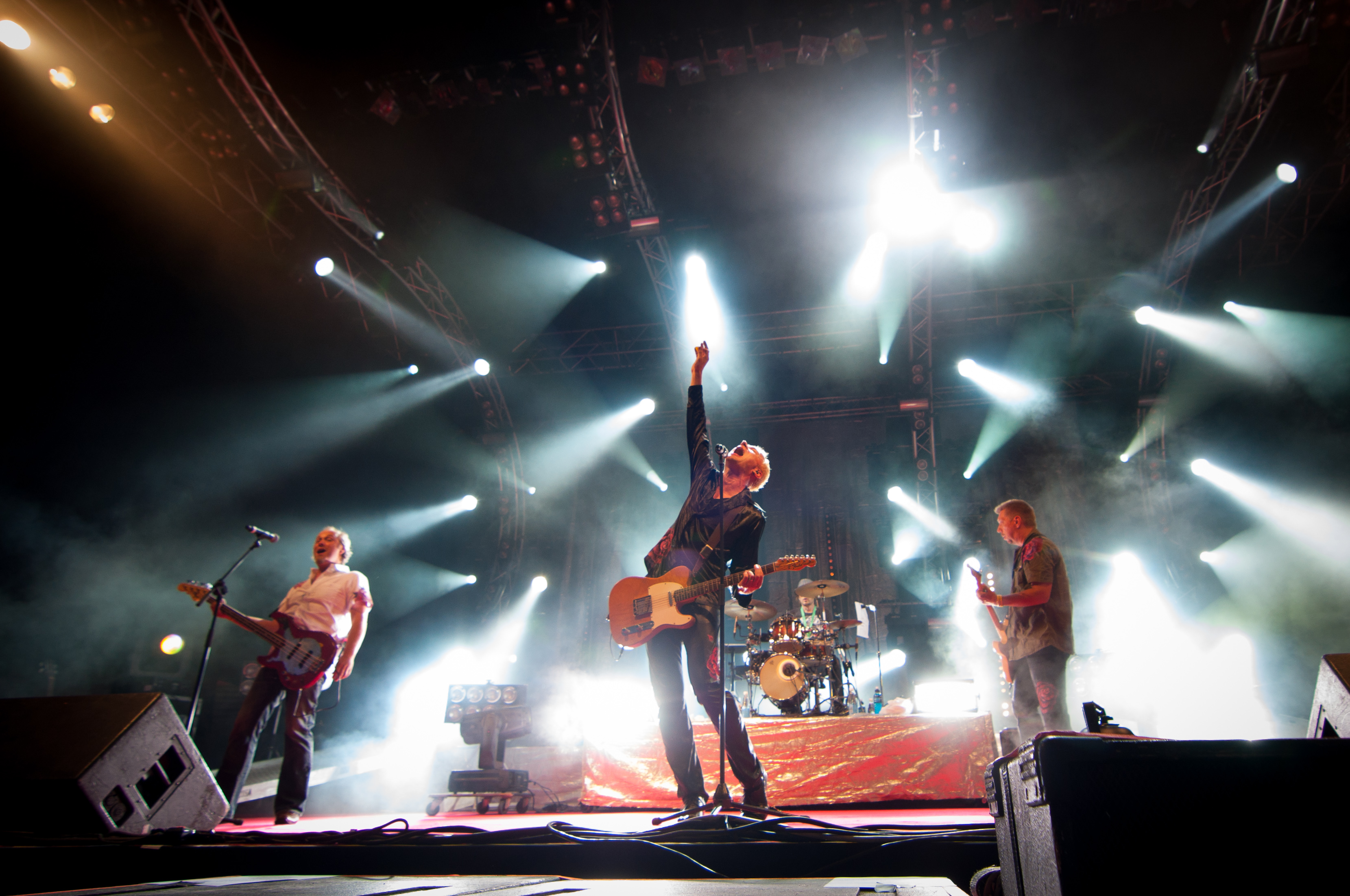
Neljä Ruusua in 2011

Neljä Ruusua is een  Finse rockband die vooral  Finstalige nummers heeft. Neljä Ruusua is Fins voor Vier Rozen. De zanger/gitarist Ilkka Alanko is de broer van de beroemde Finse singer-songwriter Ismo Alanko.

## Bandleden
De band is opgericht in 1982 en had de volgende bandleden:
- Ilkka Alanko
- Kode Koistinen
- Lade Laakkonen
- Kämy Kämäräinen

## Discografie
- Neljä Ruusua (1987)
- Kasvukipuja (1987)
- Hyvää Päivää (1989)
- Hyvää Yötä Bangkok (1990)
- Haloo (1992)
- Pop-Uskonto (1993)
- Energiaa Remix - Kokoelma (1994)
- Uusi Aalto (1999)
- Popmuseo (2000)
- Valuva Taivas (2001)
- Karelia Express (2004)
- Ensi-Ilta (2006)
- Katkera Kuu (2012)
- Euforia (2015)
- Mustia Ruusuja (2018)